# زین‌الحاجیلو
زین‌الحاجیلو یکی از روستاهای استان آذربایجان شرقی است که در دهستان شورکات جنوبی بخش ایلخچی شهرستان اسکو واقع شده‌ است.